# Quartier Carnot
Le quartier Carnot est une caserne du régiment de cavalerie la Garde républicaine parisienne.

## Situation et accès
située à Paris, dans le bois de Vincennes, au sud du château de Vincennes dont elle est séparée par l'esplanade Saint-Louis et le square Carnot. Il comporte les deuxième et troisième escadrons du régiment de cavalerie de la Garde républicaine (branche de la Gendarmerie nationale) ainsi que l'écurie sportive de la Garde républicaine.

## Historique
Il fut construit en 1892 à la suite d'un échange entre l'État cédant à la Ville de Paris la totalité du Champ-de-Mars en contrepartie du terrain du bois de Vincennes où fut édifiée la caserne et de la création du champ de manœuvres d'Issy.
Cette création dénature la perspective de l'allée Royale créée par Robert de Cotte en 1731 devant l'esplanade du château.

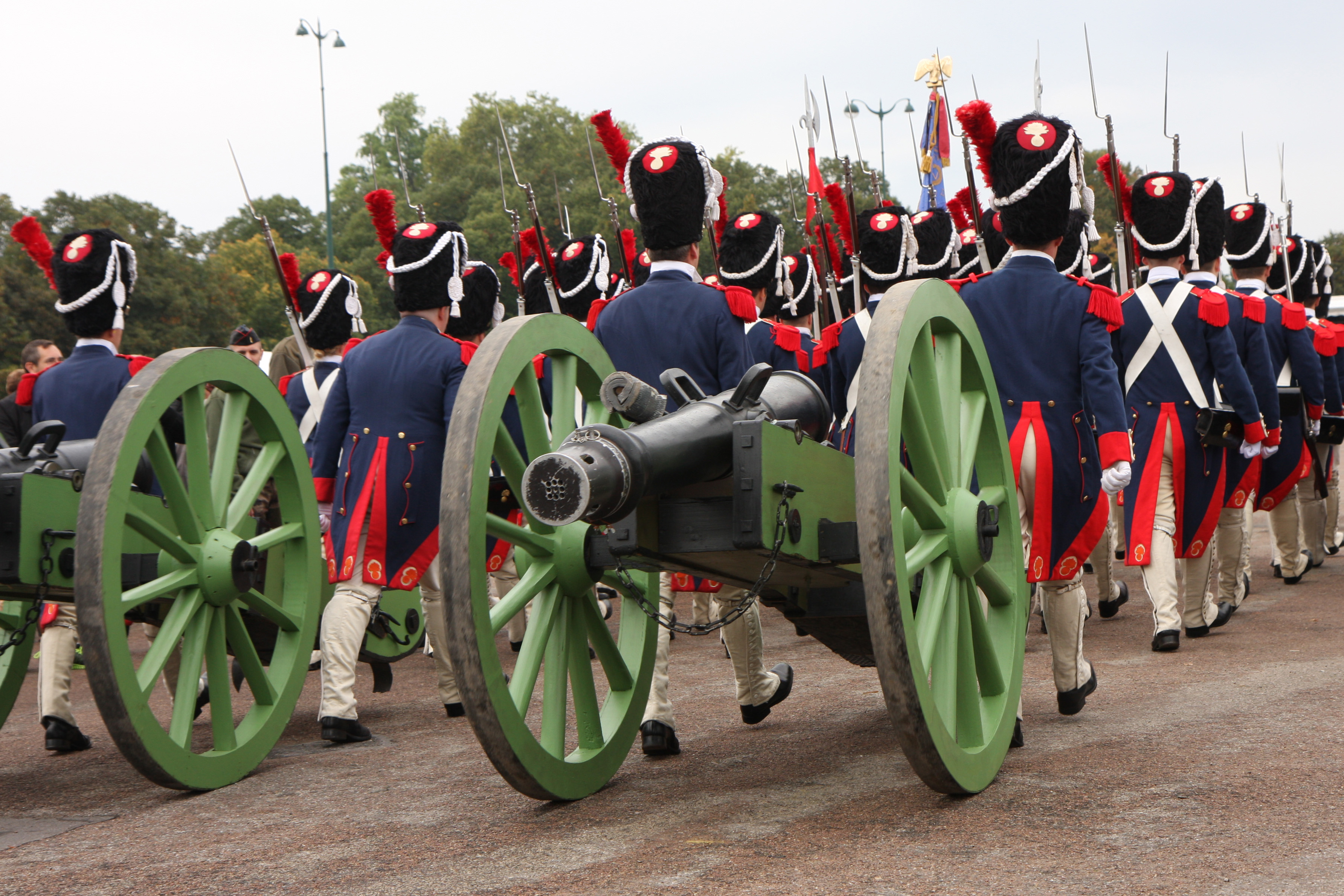
Reconstitution historique de grenadiers au quartier Carnot en 2013.